# L'Ora - Inchiostro contro piombo
L'Ora - Inchiostro contro piombo è una miniserie televisiva italiana trasmessa ogni mercoledì in prima serata su Canale 5 dall'8 giugno al 6 luglio 2022. È diretta da Piero Messina (episodi 1-2, 8-10), Ciro D'Emilio (episodi 3-6) e Stefano Lorenzi (episodio 7), prodotta da Indiana Production, Squareone Productions e Snd Groupe M6 in collaborazione con RTI ed ha come protagonista Claudio Santamaria. È liberamente tratta da alcuni episodi del libro di Giuseppe Sottile Nostra Signora della Necessità, edito da Einaudi.

## Trama
Palermo, 1958: Antonio Nicastro è un giornalista che si è appena trasferito da Roma dopo aver accettato l'incarico come  direttore del quotidiano L'Ora. Con i suoi redattori racconta i vari episodi di criminalità che si susseguono tra Palermo e Corleone.

## Episodi
| Stagione       | Episodi | Prima TV |
| -------------- | ------- | -------- |
| Prima stagione | 10      | 2022     |

## Personaggi e interpreti
- Antonio Nicastro, interpretato da Claudio Santamaria. Il personaggio è ispirato al giornalista Vittorio Nisticò, direttore de L'Ora dal 1954 al 1975.[14]
- Marcello Grisanti, interpretato da Maurizio Lombardi.
- Enza Cusumano, interpretata da Daniela Marra.
- Giulio Rampulla, interpretato da Francesco Colella.
- Salvo Licata, interpretato da Bruno Di Chiara.
- Gaetano Donati, interpretato da Marcello Mazzarella.
- Anna Nicastro, interpretata da Silvia D'Amico. Moglie del direttore de L'Ora Antonio Nicastro, il cui talento non viene riconosciuto dal marito, tanto che Anna finisce per andare a scrivere nel quotidiano rivale, La Voce di Palermo.
- Nicolino Ruscica, interpretato da Giampiero De Concilio.
- Domenico Sciamma, interpretato da Giovanni Alfieri.
- Marco Maravigna, interpretato da Josafat Vagni.
- Michele Navarra, interpretato da Fabrizio Ferracane.
- Luciano Liggio, interpretato da Lino Musella.
- Olivia Butera, interpretata da Selene Caramazza.
- Nerina, interpretata da Daniela Scattolin.
- Avvocato Muscarà, interpretata da Giorgia Spinelli.
- Silvia Congiu, interpretata da Tiziana Lodato.
- Dino Ruscica, interpretato da Samuele Segreto.
- Signor Sciamma, interpretato da Paride Benassai.
- Vito Monteleone, interpretato da Giuseppe Tantillo.
- Barista, interpretato da Maurizio Jiritano.
- Tenente Rizzo, interpretato da Francesco La Mantia.
- Cardinal Scalia, interpretato da Giancarlo Previati.

## Produzione
La miniserie è prodotta da Indiana Production, Squareone Productions e Snd Groupe M6 in collaborazione con RTI.

### Riprese
La miniserie è stata girata tra il Lazio (in particolare a Roma e a Fiumicino) e la Sicilia (in particolare a Palermo e a Corleone: presso Piazza Pretoria, presso il Palazzo Bonocore e presso il Palazzo Pantelleria).

### Presentazione
La miniserie è stata presentata nel mese di ottobre 2020 al MIPCOM di Cannes.